# Headless Cross
Headless Cross is het veertiende studioalbum van de Britse hardrock- en heavymetalband Black Sabbath. 
Het album is opgenomen tussen augustus en november 1988 in de Soundmill, Woodcray & Amazon Studios en uitgebracht op 1 april 1989. Het album is geproduceerd door Tony Iommi en Cozy Powell.

## Tracklist
1. Gates Of Hell
2. Headless Cross
3. Devil And Daughter
4. When Death Calls
5. Kill In The Spirit World
6. Call Of The Wild
7. Black Moon
8. Nightwing

## Muzikanten
- Tony Iommi - gitaar
- Tony Martin - zanger
- Lawrence Cottle - bassist
- Cozy Powell - drummer
- Geoff Nicholls - toetsen
- Brian May is te horen op het nummer When Death Calls, hij speelt de eerste gitaarsolo